# Слободан Шнайдер
Слободан Шнайдер (нар. 8 липня 1948, Загреб) — хорватський письменник, драматург та публіцист.
Автор понад тридцяти п'єс, які ставили театри багатьох країн світу. Лавреат численних премій. 

## Життєпис
Слободан Шнайдер народився 8 липня 1948 року в Загребі у сім'ї письменника Джуро Шнайдера та журналістки Зденки Шнайдер.  Закінчив філософський факультет Загребського університету за спеціальністю філософія та англійська філологія.
Драма «Хорватський Фауст» принесла Шнайдеру міжнародне визнання, а п'єса «Шкіра Змії» з успіхом ставилася на сценах Німеччини, Італії, Ірландії, Данії, Швеції, Австрії, Сербії та Польщі.   
Після розпаду соціалістичної Югославії проживав у Франції та Німеччині. Крім п’єс, писав романи і коротку прозу.   
Один із засновників та багаторічний редактор театрального журналу Prolog.
Деякий час працював редактором у видавництві Cekade. У період з січня по червень 1993 року був колумністом щоденної газети Glas Slavonije у місті Осієк зі своєю рубрикою "Читанка для меланхоліків"; з 1994 по 2013 роки - у щоденній газеті Novi list у місті Рієка, підписуючи свої матеріали як "Небезпечні зв’язки". Слободан Шнайдер є членом Наглядової ради лівого журналу Новий пламен, де його статті завжди викликають жваві обговорення.   
Зараз митець живе й пише у Заґребі та на маленькому острові в Адріатичному морі.   

## Творчість
Писати почав рано: друкував прозу ще зі шкільних років.  
Дебютом Шнайдера на професійній театральній сцені стала його рання п'єса "Мінігольф" у драматичному театрі "Гавела", Загреб, у постановці Діно Радоєвича. 
Три п'єси автора були поставлені Хорватським національним театром у Загребі. Серед них "Kamov, smrtopis" (Камов, некрографія) (1978) та "Držićev san" (Сон Држича) (1980), які були режисерськими роботами Любіша Рістича, і "Nevjesta od vjetra" (Наречена вітру) в постановці Івіци Бобан. У березні 2003 року п'єса "Камов, некрографія" була відтворена в Загребському молодіжному театрі (ZKM) під керівництвом Бранко Брезовця.
П'єса "Dumanske tišine" (Мовчання черниці) ставилася на сценах усієї Югославії. Інша його драма "Snakeskin" (Зміїна шкіра), що розповідає про масові зґвалтування під час боснійської війни, гралася по всій Європі. Її показували у Тюбінгені, Осло, Варшаві, Кракові, Веролі під Римом (на фестивалі Діонісія), Франкфурті-на-Майні, Дубліні, Відні, Копенгагені та Белграді. Цікаво, що цей сюжет набув широкої популярності за кордоном, але не в Хорватії.
Проте є ще одна п’єса, яка, здається, викликає значні роздуми навіть до сьогодні: "Hrvatski Faust" (Хорватський Фауст). У ній можна помітити певну подібність із дискусіями, що відбуваються в контексті п'єси Ральфа Хохгута "Stellvertreter". Прем'єра відбулася у Спліті в 1982 році під режисурою Діно Радоєвича. Невдовзі п'єса була поставлена у Вараждіні (Петар Вечек) і Белграді (Слободан Унковський). Проте всі спроби реалізувати показ у Загребі, де відбувалися події, описані в п'єсі, за часів усташського режиму (хорватських коллабораціоністів), відразу унеможливлювалися. Слідом п'єсу почали показувати в інших театрах Європи: у 1987 році Роберто Чіуллі поставив саме її у своєму Theatre an der Ruhr, її повсюдно грали в Німеччині та інших європейських країнах, а також у США (Чикаго). SAT1 зробив спеціальну кіноверсію. 
На початку 90-х у Хорватії розпочнеться війна, внаслідок якої Шнайдер буде виключений з будь-якого репертуару та театральних проєктів у своєму рідному місті та країні. Останньою постановкою митця у відносно нормальних умовах був «Баугауз» під режисурою Паоло Магеллі на початоку 1990 року.
Незважаючи на це, твори Шнайдера продовжили грати в Європі, оскільки цензура не могла працювати за межами Хорватії. Наприкінці 1999 року Петар Вечек представив постсоціалістичний гранд-гіньол Шнайдера «Kod Bijelog labuda» (Біля білого лебедя) у Вараждіні. Окрім «Шкіри змії» на сценах Європи продовжували ставити такі п'єси: "Хорватський Фауст" (Ганс Холлман), «Розрада північних морів» (Міхаель Функе), «Наречена вітру» (Вернер Шретер). 
У 1997 році Мілош Лазін поставив п’єсу Шнайдера «Інес і Деніз» французькою мовою спочатку в Сараєво, а потім і в багатьох містах Франції. Французька прем'єра відбулася у Вільнев-ле-Авіньйоні в 1997 році.
П'єса про Йосипа Броз Тіто "Кістки в камені" була поставлена в березні 2007 року в Національному театрі Бітоли, Республіка Македонія режисером Бранко Брезовецем. У 2010 році Круна Тарле поставив п’єсу для ляльок – "Моя люба Тілла!". Це була спільна постановка Загребського лялькового театру та Німецької академії лялькового театру з Берліна. Німецька команда створила власну версію, прем'єра якої відбулася в Леверкузені, потім у Берліні.
Останні п’єси Слободана Шнайдера: "Enciklopedija izgubljenog vremena" (Енциклопедія втраченого часу), яка є свого роду «перехідною» диво-п’єсою, і "Kako je Dunda spasila domovinu" (Як Дунда зуміла врятувати свою країну) за мотивами Гі де Мопассана.
У 2016 році було опубліковано знаковий для європейської літератури історичний роман "Doba Mjedi" (Мідна доба). Сенсаційна книга вийшла одразу тринадцятьма мовами. Український переклад виконав Андрій Любка.
Протягом понад вісімнадцяти років Шнайдер випускав щотижневі політичні колонки. Він писав для щоденної газети Glas Slavonije у рубриці "Početnica za melankolike" (Читанка для меланхоліків), а також для Novi list під назвою "Небезпечні зв'язки" (від Les Liaisons dangereuses де Лакло). Збірка колонок, написаних до 1999 року, була опублікована в книзі "Kardinalna greška" (Кардинальна помилка). Тексти, опубліковані з 1999 до середини 2004 року, зібрані в іншій книзі – "Umrijeti pod zvijezdom" ("Померти під зіркою").
Слободан Шнайдер є підписантом Декларації про спільну мову хорватів, сербів, боснійців і чорногорців у рамках проєкту «Мови та націоналізми» (Jezici i nacionalizmi).  Декларація виступає проти політичного відокремлення чотирьох сербсько-хорватських стандартних варіантів, що призводить до низки негативних соціальних, культурних і політичних явищ, у яких мовне вираження нав’язується як критерій етнонаціональної ідентичності та як засіб політичної лояльності в державах-спадкоємцях колишньої Югославії.

## Відзнаки
- Лавреат Національної премії Хорватії за п'єси «Марін Држич» (за "Як Дунда врятувала свою країну", 2008)

- Лавреат премії Королівського театру (за "Енциклопедія втраченого часу", 2009)
- Лавреат Національної премії Хорватії за п'єси «Марін Држич» (за "Енциклопедія втраченого часу", 2009)

- Лавреат Літературної премії Меші Селімовича (за "Мідна доба", 2016) [5]
- Лавреат Літературної премії Радомира Константиновича (за "Мідна доба", 2016) [6]
- Лавреат Літературної премії імені Мірко Ковача (за "Мідна доба", 2016) [7]
- Лавреат Літературної премії за найкращий роман 2015 року romantportal.hr (за "Мідна доба", 2016) [6]
- Лавреат Літературної премії «Перо Кочича» (за "Мідна доба", 2016) [8]
- Лавреат Літературної премії Višnja Machiedo (за "Померти в Хорватії: п'ять нарисів", 2019) [9]

## Переклади українською
Слободан Шнайдер. Боснійські драми / пер. з хор. А. Татаренко. — Львів : Видавництво Анетти Антоненко, 2021. — 176 с. — ISBN 978-617-7654-74-1.
До збірки ввійшли драми, об'єднані темою війни: «Шкіра Змії», «Інес & Деніз» та «Єрусалим-99». Щоб розповісти про вічну трагедію людини, Слободан Шнайдер звертається до святих книг і фольклорних джерел, культурологічних розвідок і документальних свідчень, переплавляючи їх у високоемоційний художній текст. 
Слободан Шнайдер. Мідна Доба / пер. з хор. А. Любка. — Київ : Нора-Друк, 2021. — 488 с. — ISBN 978-966-688-055-3.
Книжка написана на матеріалі реальних подій, а для автора — це ще й родинна історія, бо він розказує про свого батька... Триста років тому з голодної Німеччини на плотах по Дунаю відплили перші колоністи, що мали заселити Трансильванію. Через два століття одного з їхніх нащадків мобілізують у дивізію СС «Галичина» і відправляють у горнило Другої світової, бо цього вимагає етнічне походження і Гітлер. Йому судилося стати вбивцею Східної Європи чи самому померти, але доля розпорядилася інакше. 